# Asterella marginata
Asterella marginata är en bladmossart som först beskrevs av Christian Gottfried Daniel Nees von Esenbeck, och fick sitt nu gällande namn av Sigfrid Wilhelm Arnell. Asterella marginata ingår i släktet skägglungmossor, och familjen Aytoniaceae. Inga underarter finns listade i Catalogue of Life.

## Bildgalleri

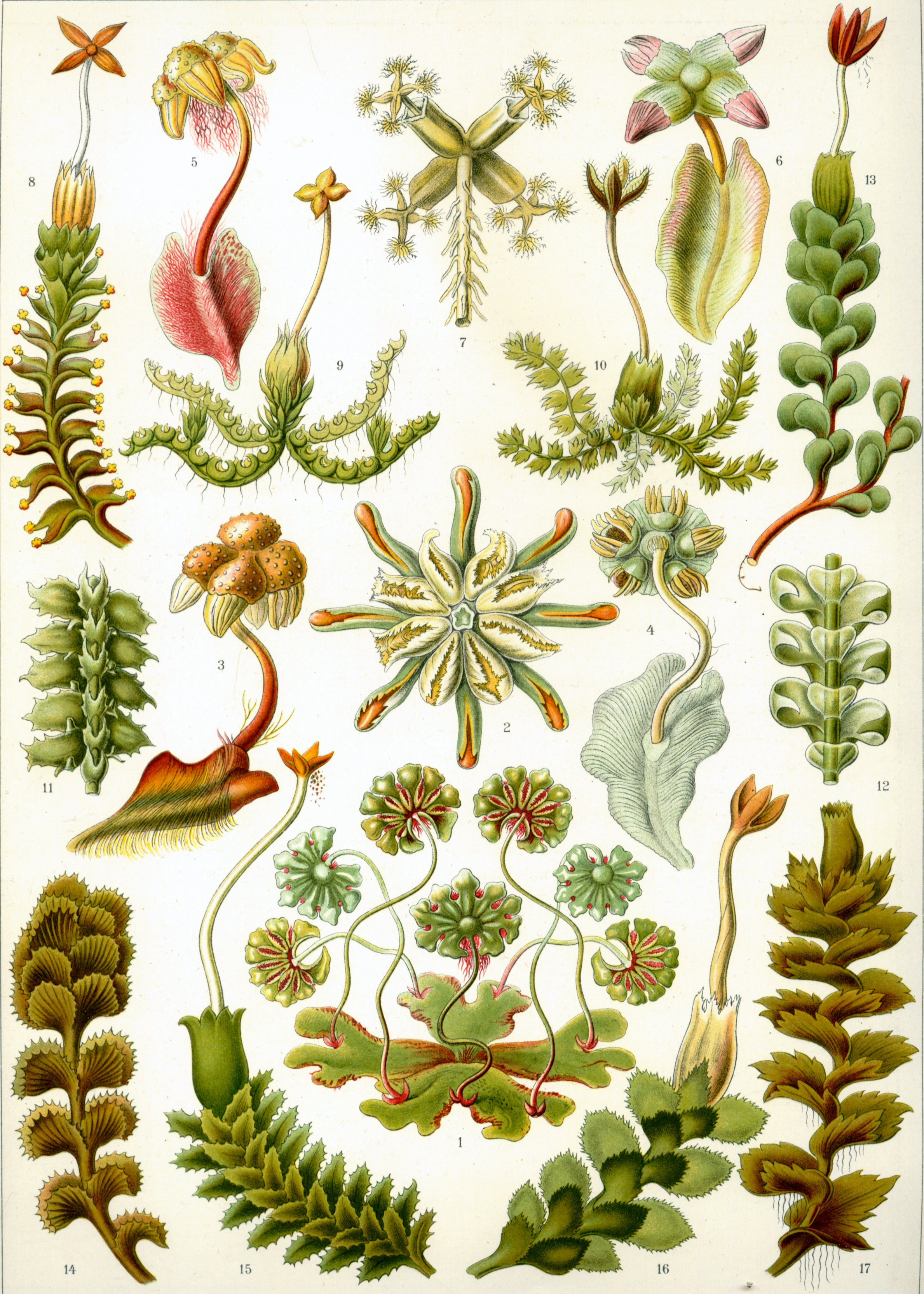